# 莫如德
莫如德（英語：Howard West Kilvinton Mowll，1890年1月28日—1958年3月3日），圣公会华西教区主教、悉尼大主教（1933年至1958年）。

## 生平
莫如德出生在英国多佛，就读于多佛学院到1903年，后来被坎特伯雷国王学校录取。
莫如德是一个坚定的传福音者，20世纪初参加英国圣公会差会前往中国，在四川省传教。1926年被任命为圣公会华西教区第二任主教，接替去世的盖士利主教。
1933年，莫如德前往澳大利亞，担任悉尼大主教。1947年，他被选为澳大利亚主教长。1958年，在他去世前不久，在悉尼边缘的城堡山购买了60公顷土地，建成澳大利亚第一个安老村，悉尼教区圣公会安老村，安置从中国回来的传教士。